# 스테브 말레
스테브 말레(Steve Marlet, 1974년 1월 10일 ~ )는 프랑스의 은퇴한 축구 선수로 과거 포지션은 공격수 겸 미드필더였다.